# Hoffmannia araneopedaria
Hoffmannia araneopedaria Dwyer  är en måreväxt. Hoffmannia araneopedaria ingår i släktet Hoffmannia och familjen måreväxter.  Artens utbredningsområde är Panamá. Inga underarter finns listade i Catalogue of Life.